# Korps Witthöft
Het Korps Witthöft (Duits: Generalkommando Witthöft) was een Duits legerkorps van de Wehrmacht tijdens de Tweede Wereldoorlog met Joachim Witthöft als bevelhebber. Het korps bestond kort in mei 1944 in Noord-Italië en als ad-hoc korps in Noord-Duitsland in april/mei 1945. 

## Krijgsgeschiedenis

### Oprichting en inzet
Het Korps Witthöft werd opgericht op 1 mei 1944 in Italië uit Befehlshabers im Operationszone Alpenvorland (Gruppe Witthöft).
Er ging het een en ander aan vooraf. Op 25 juli 1943 werd de Kommandierender General der Sicherungstruppen und Befehlshaber im Heeresgebiet B gevormd, dat op 21 september 1943 omgedoopt werd in Militärbefehlshaber Oberitalien. Op 27 oktober 1943 volgde de omdoping in Befehlshaber im Sicherungsgebiet Alpenvorland, dan op 10 januari 1944 Befehlshabers im Operationszone Alpenvorland en op 21 januari 1944 Befehlshabers im Operationszone Alpenvorland (Gruppe Witthöft).
Het Korps Witthöft werd op 15 mei 1944 omgevormd in Stab des Befehlshabers Venetianische Küste. Deze werd vervolgens op 25 november 1944 weer omgedoopt in 73e Legerkorps z.b.V..

### Tweede oprichting en inzet
Medio april 1945 (tussen 12 en 21 april 1945) werd een nieuw Korps Witthöft gevormd. Het bestond uit allerhande resten van eenheden en splintergroepen (op 21 april waren dit Gren.Ers.Btl.69, Gren.Ers.Btl.96, Div.Gümbel, Ka.Gru.Wustrow en op 28 april waren dit Div."Hamburg-Nord", 3.Flak-Div., Mar.Pz.Vern.Reg.1, SS-Btl.Sator, Mar.Btl.1 (?)). De naam Kampfgruppe Witthöft wordt in dit verband ook genoemd. Zeker is dat dit geen volledig Korps was, maar een ad-hoc staf, die in de laatste paar weken van de oorlog in Noord-Duitsland nog in actie kwam en opgeheven werd bij de capitulatie van Duitsland op 8 mei 1945.

## Bovenliggende bevelslagen
| Leger                      | Legergroep     | Plaats/regio    | Begin            | Eind        |
| -------------------------- | -------------- | --------------- | ---------------- | ----------- |
| Armee-Abteilung von Zangen | Heeresgruppe C | Noord-Italië    | 1 mei 1944       | 15 mei 1944 |
|                            |                |                 |                  |             |
| Armeegruppe Blumentritt    | OB Nordwest    | Noord-Duitsland | medio april 1945 | 8 mei 1945  |

## Commandant
| Rang                   | Naam             | Begin            | Eind        |
| ---------------------- | ---------------- | ---------------- | ----------- |
| General der Infanterie | Joachim Witthöft | 1 mei 1944       | 15 mei 1944 |
|                        |                  |                  |             |
| General der Infanterie | Joachim Witthöft | medio april 1944 | 8 mei 1945  |